# Призматоид
Призматоид је полиедар чије две стране (основе призматоида) су паралелне, а остале су троуглови или трапезоиди.

## Примери
- Антипризма
- Призма
- Усечена пирамида

## Својства
Обим призматоида по формули Симпсона је 

    {\displaystyle {\frac {h}{6}}(S+S'+4S'')}
где је {\displaystyle h} ― растојање између база призматоида, {\displaystyle S} и {\displaystyle S'} ― њихово подручје, {\displaystyle S''} - подручје попречног пресека, подједнако удаљено од обе базе.